# منتخب ليختنشتاين لكأس فيد
منتخب ليختنشتاين لكأس فيد (بالألمانية: Liechtensteinische Fed-Cup-Mannschaft)‏ هو ممثل ليختنشتاين الرسمي في كرة المضرب في كأس فيد.